# Здроє (Тухольський повіт)
Здроє (пол. Zdroje) — село в Польщі, у гміні Цекцин Тухольського повіту Куявсько-Поморського воєводства.
Населення — 313 осіб (2011).
У 1975-1998 роках село належало до Бидгощського воєводства.

## Демографія
Демографічна структура станом на 31 березня 2011 року:
|          | Загалом | Допрацездатний вік | Працездатний вік | Постпрацездатний вік |
| -------- | ------- | ------------------ | ---------------- | -------------------- |
| Чоловіки | 158     | 39                 | 107              | 12                   |
| Жінки    | 155     | 43                 | 83               | 29                   |
| Разом    | 313     | 82                 | 190              | 41                   |